# Klaffsystem

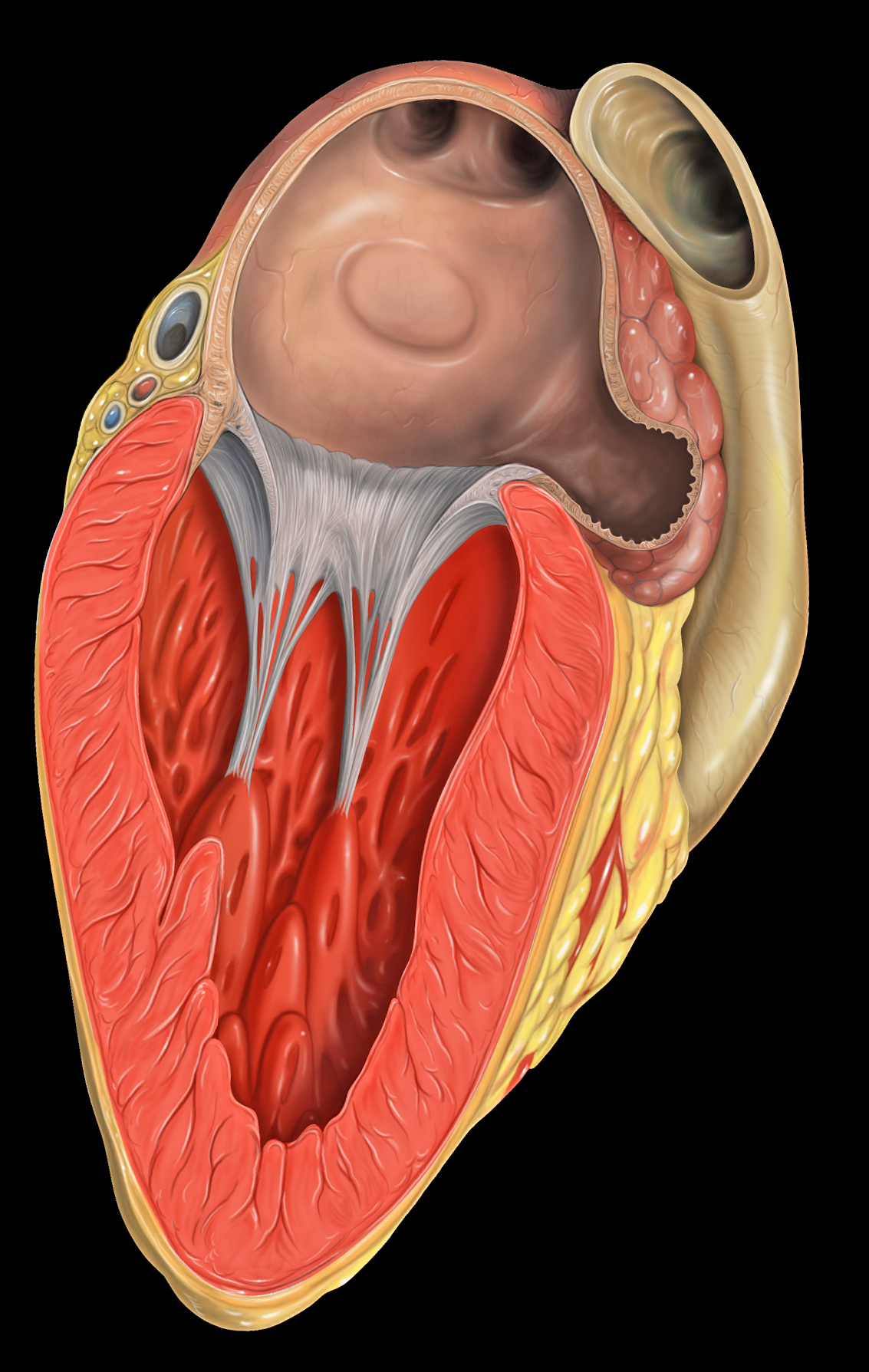
Genomskärning av hjärtat som visar mitralisklaffen mellan vänstra förmak, överst, och kammare.

I människokroppen finns det fyra olika sorters klaffar: fickklaffar och segelklaffar i hjärtat, samt venklaffar och lymfklaffar i vener respektive lymfkärl. Klaffarna förhindrar flöde i fel riktning av exempelvis blod.

## Hjärtklaffar
Det finns två sorters klaffar i hjärtat: fickklaffar och segelklaffar. 
- Fickklaffarna har fått sina namn efter de utbuktningar som ses i dess blad när de slagit igen. De består av tre blad vardera och förhindrar att blodet flödar tillbaka till hjärtat när det relaxerar. 
  - Aortaklaffen (lat. valva aortae): Hjärtklaffen mellan vänster kammare (lat. ventriculus sinister) och ascenderande aorta (lat. aorta ascendens).
  - Pulmonalisklaffen (lat. valva trunci pulmonalis): Klaffen mellan höger kammare (lat. ventriculus dexter) och den gemensamma lungartären (lat. truncus pulmonalis).

- Segelklaffarna är anatomiskt annorlunda uppbyggda jämfört med fickklaffarna, och förutom att de är större så har de även en upphängning i hjärtats vägg (myokardium). Upphängningen sker genom trådar (lat. chordae tendinae) som fäster i papillarmusklerna (lat. musculi papillares). När kammarväggen kontraheras kommer chordaetrådarna att sträckas och klaffen kommer därigenom klara av att stå emot ett högre tryck.
  - Mitralisklaffen (lat. valva mitralis; valva bicuspidalis): Sitter mellan vänster förmak (lat. atrium sinistrum) och vänster kammare (lat. ventriculus sinister). Klaffen har fått sitt namn efter att de två klaffbladen (bicuspid) liknar påvens mössa (mitra).
  - Trikuspidalisklaffen (lat. valva tricuspidalis): Sitter mellan höger förmak (lat. atrium dextrum) och höger kammare (lat. ventriculus dexter). Trikuspidalisklaffen har tre klaffblad (tricuspid).

## Ven- och lymfklaffar
Även i ven- respektive lymfsystemet finns det klaffar. Dessa har som huvuduppgift att verka för att enkelrikta blodet/lymfan. De fungerar lite som en backventil och släpper igenom blod på väg mot hjärtat men slår igen och förhindrar att blodet/lymfan går från hjärtat. 
Felaktiga klaffar i venerna kan ge en åderbråck, och om tillräckligt många klaffar är defekta kan ödembildning uppstå. 